# Kolv (behållare)

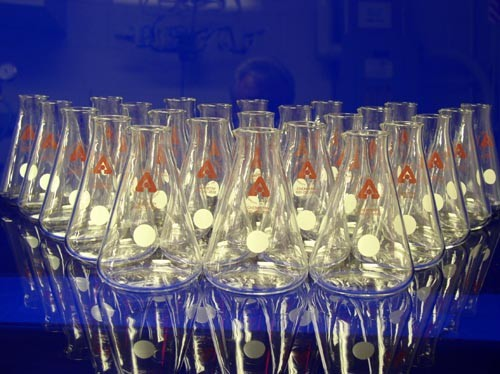
En grupp Erlenmeyerkolvar.

En kolv är en typ av behållare bestående av glas eller plast som används vid exempelvis kemiska experiment för att hålla, samla upp eller mäta kemikalier, lösningar eller kemiska reaktioner.
Det finns många olika sorters kolvar, bland annat Erlenmeyerkolven, mätkolven och rundkolven.

## Typer av kolvar

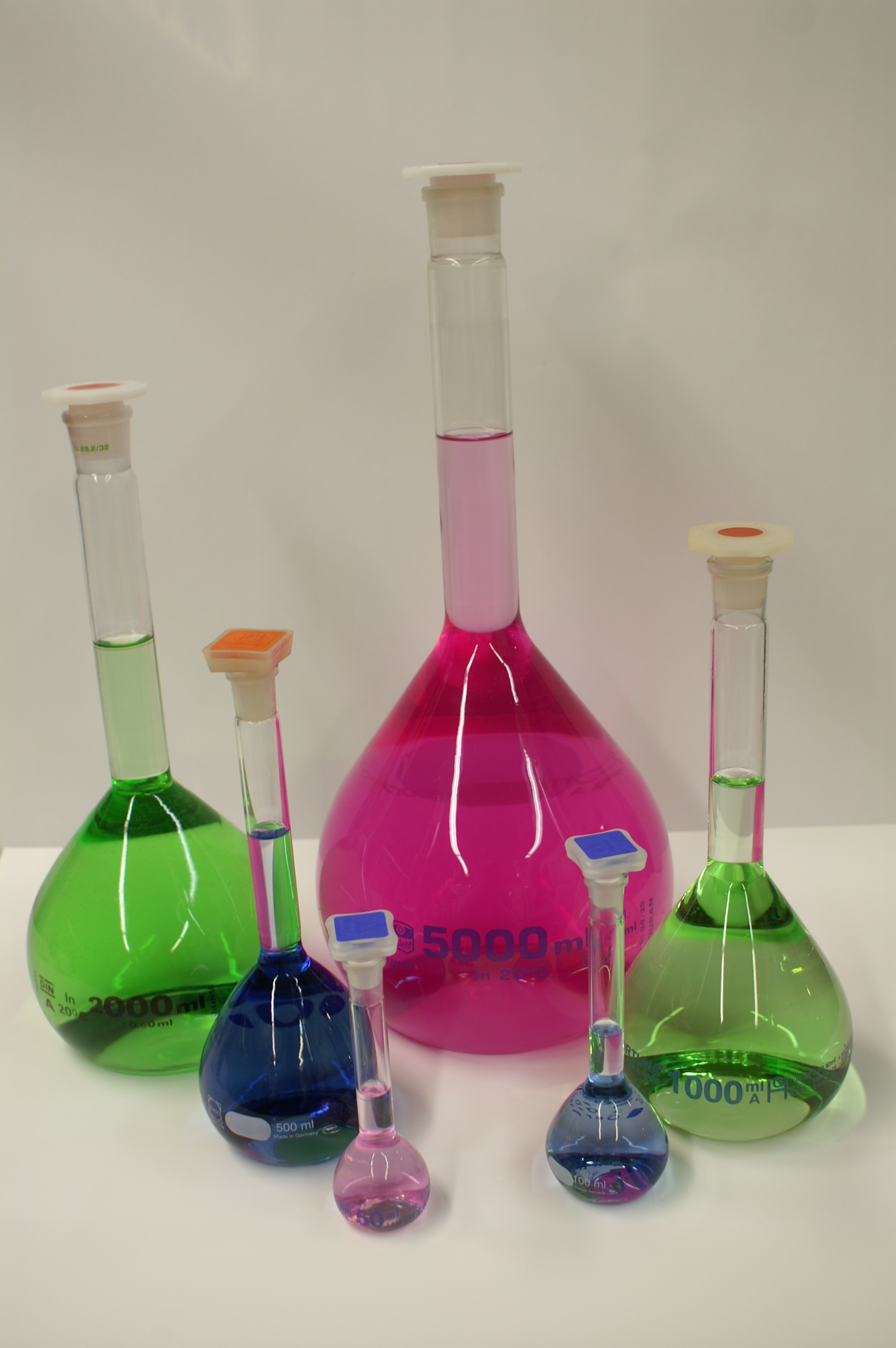
Mätkolvar i olika storlekar.

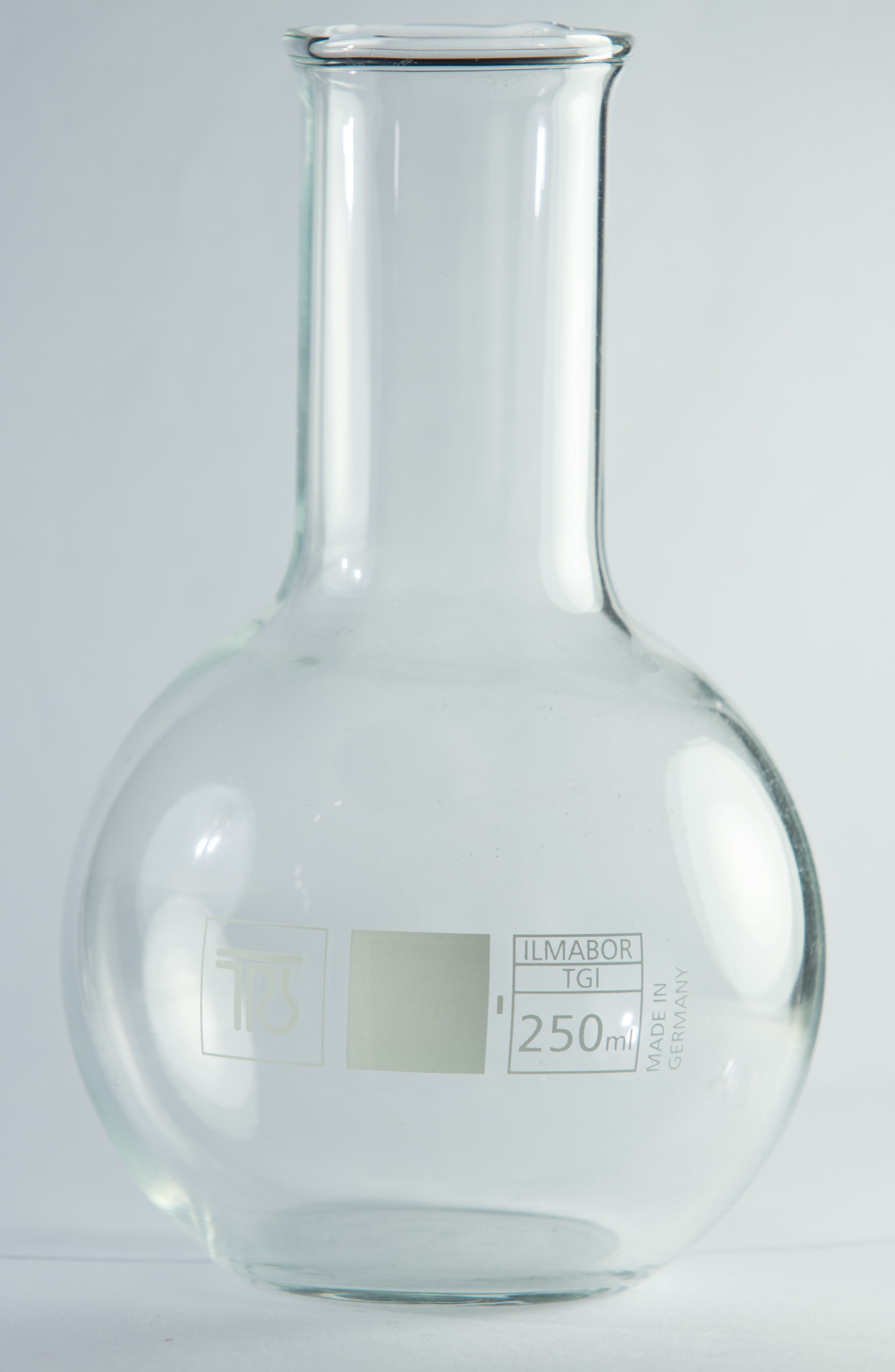
En tom rundkolv.

### Erlenmeyerkolv
Erlenmeyerkolvar, eller E-kolvar, är konformade och uppfanns 1861 av Emil Erlenmeyer som kolven är uppkallad efter.

### Mätkolv
Mätkolvar, eller mätflaskor, är päronformade med en lång och smal hals som har avläsningsstreck.

### Rundkolv
Rundkolvar liknar till viss del mätkolven, men är istället mer sfäriska med en plan botten och halsen är mycket kortare.